# 哈莫尼 (伊利諾伊州麥克亨利縣)
哈莫尼（英語：Harmony）是位於美國伊利諾伊州麥克亨利縣的一個非建制地區。該地的面積和人口皆未知。

## 地理
哈莫尼的座標為42°09′40″N 88°31′35″W / 42.16111°N 88.52639°W，而該地的平均海拔高度為284米（即932英尺）。